# Ali Aloula
Ras Ali Aloula II du Yedjou (env. 1819 - 1856) est un homme politique éthiopien, dirigeant du Bégemeder, Enderassé et fils d'Aloula Gougsa et Menen Liben Amadé.
Grand seigneur du Zemene Mesafent, il exerce la réalité du pouvoir impérial officiellement détenu par Yohannes III, époux en deuxièmes noces de Menen. 
Ras Ali avait épousé  Hirut, la fille du Dejazmach Ras Wube Hayle Maryam, seigneur du Sémien et du Tigré. Pour assurer sa sauvegarde, il la place sous la protection de l'Église avant la bataille de Debre Tabor le 6 février 1842, mais ses ennemis violent l'asile religieux et l'enlèvent. Sa mère marie en 1847 sa seule fille Tewabech Ali à  Kassa Hailu de Qwara, qui en 1854 se proclame  Négus sous le nom de Téwodros II. Vaincu à lors de la  bataille d'Ayshal, Ali Aloula fuit vers le Yedjou où il meurt en 1856.